# Kanton Nogent
Kanton Nogent (fr. Canton de Nogent) je francouzský kanton v departementu Haute-Marne v regionu Grand Est. Tvoří ho 29 obcí. Před reformou kantonů 2014 ho tvořilo 16 obcí.

## Obce kantonu
od roku 2015:
| - Ageville - Andilly-en-Bassigny - Bannes - Biesles - Bonnecourt - Changey - Charmes - Cuves - Dampierre - Esnouveaux - Forcey - Lanques-sur-Rognon - Louvières - Mandres-la-Côte - Marnay-sur-Marne | - Neuilly-l'Évêque - Ninville - Nogent - Orbigny-au-Mont - Orbigny-au-Val - Plesnoy - Poinson-lès-Nogent - Poiseul - Poulangy - Rolampont - Sarcey - Thivet - Vesaignes-sur-Marne - Vitry-lès-Nogent |

před rokem 2015:
- Ageville
- Biesles
- Esnouveaux
- Is-en-Bassigny
- Lanques-sur-Rognon
- Louvières
- Mandres-la-Côte
- Marnay-sur-Marne
- Ninville
- Nogent
- Poinson-lès-Nogent
- Poulangy
- Sarcey
- Thivet
- Vesaignes-sur-Marne
- Vitry-lès-Nogent